# Médersa Ech Chamaiya

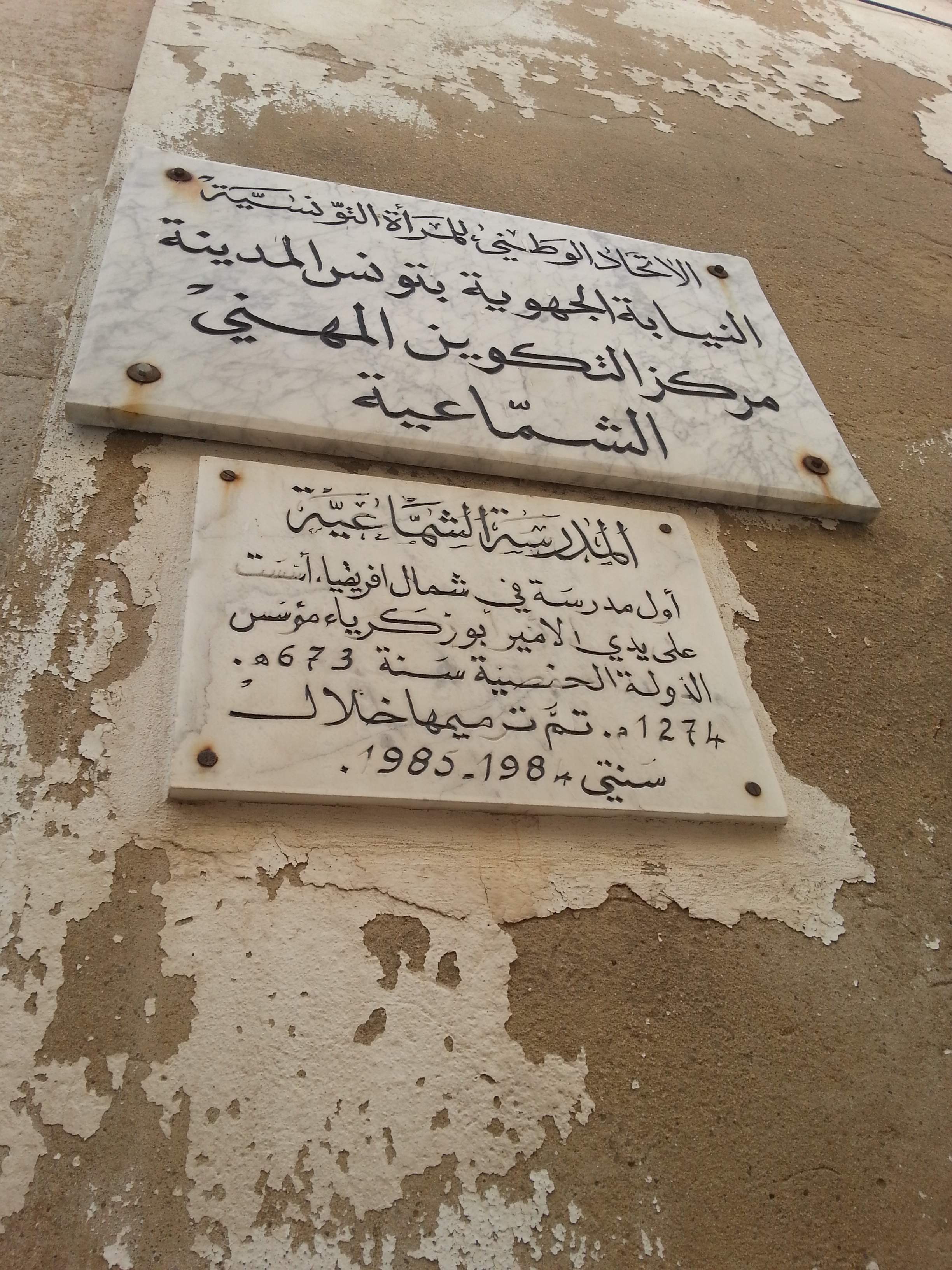
Plaque commémorative à l'entrée de la médersa.

La médersa Ech Chamaiya (المدرسة الشماعية) est l'une des médersas de la médina de Tunis, située dans la ruelle qui porte son nom à côté du souk El Chammaîne (marchands de cires et de cierges). Plus tard, la vente de cires et de cierges est reprise par le souk El Attarine. Le souk El Blaghgia, s'est installé à la place du souk El Chammaîne.
Il est d'usage que la médersa soit associée à son fondateur ou à un érudit qui y a enseigné ou à l'endroit où elle est située.

## Histoire
La Chamaiya est la première médersa élevée au Maghreb, entre 1236 et 1249, par le premier sultan de la dynastie hafside Abû Zakariyâ Yahyâ. C'est le maître d'œuvre Ali ibn Mohamed ibn al-Kacem qui est chargé par le sultan d'assurer la direction des travaux.
Cette médersa revêt un rôle prépondérant et y enseigner est considéré comme un grand privilège. En effet, plusieurs des érudits qui y ont dispensé leurs cours sont par la suite devenus imams de la mosquée Zitouna.
La Chamaiya connaît plusieurs évolutions à travers le temps. Abou Al-Ghaith Al Qachach, gestionnaire de ses habous au XVIIe siècle, contribue à sa restauration compte tenu de son état de délabrement. Par la suite, Ahmed Khodja, dey de Tunis entre 1640 et 1647, donne un nouveau souffle à cette institution afin de promouvoir le rite hanéfite, réintroduit en Tunisie par les Ottomans, et donne à l'édifice sa physionomie actuelle,.
La fondation de ce type de bâtiments publics fait suite aux influences provenant du Machrek que connaît la Tunisie à cette époque. En effet, nombreux sont ceux qui habitent les médersas au cours de leurs voyages pour le pèlerinage à La Mecque ou pour les universités du Machrek. Par ailleurs, la ville de Tunis, capitale de l'empire, connaît une évolution démographique sans précédent, notamment à la suite de l'immigration des villageois fuyant les crises provoquées par le flux migratoire des tribus des Hilaliens et des Banu Sulaym et à l'établissement de populations du Maroc dans cette région de l'Ifriqiya ; l'émigration d'érudits andalous à cette époque encourage enfin la fondation de tels établissements.

## Architecture

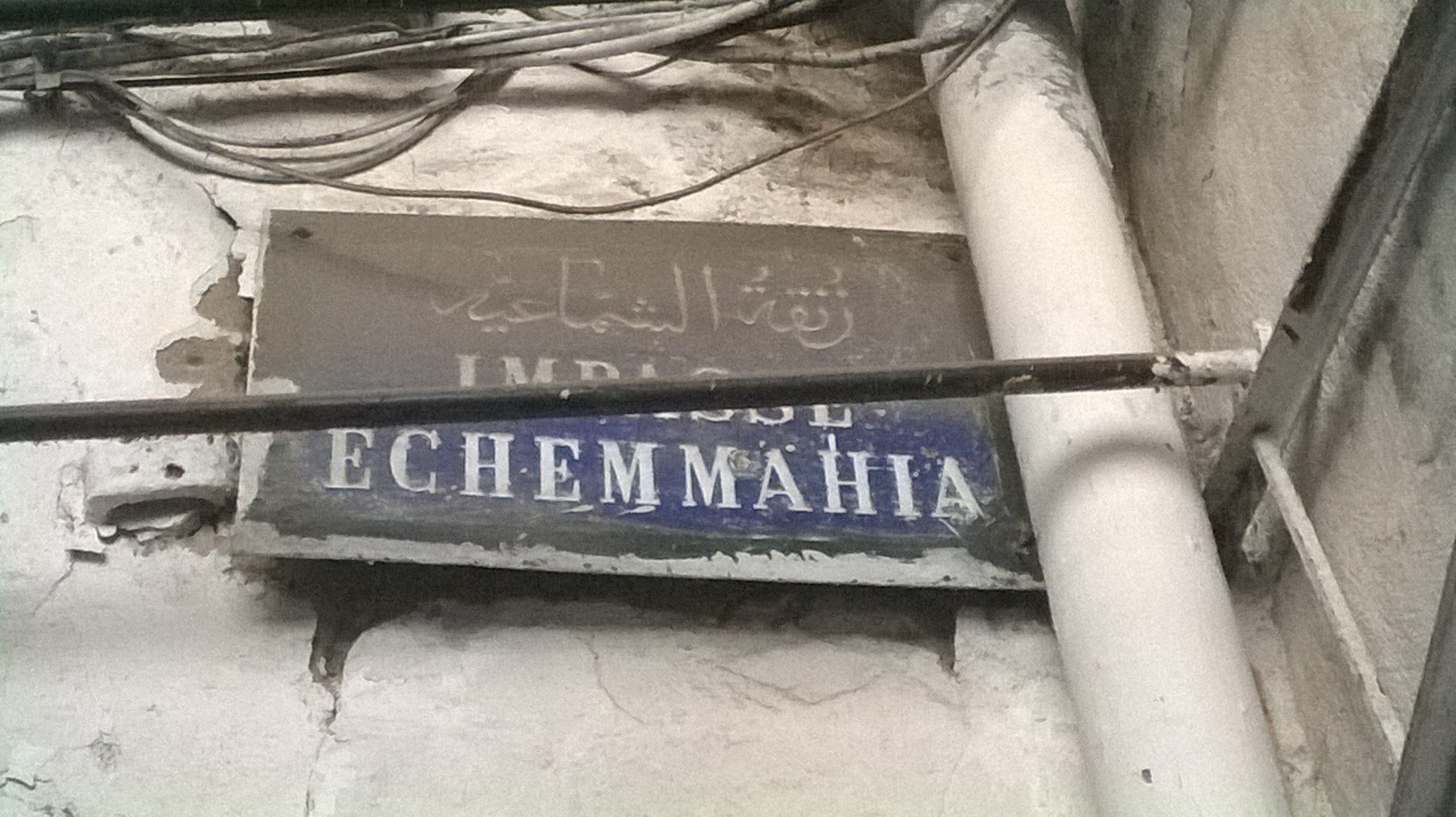
Plaque métallique indiquant l'impasse Ech Chamaiya, siège de la médersa.

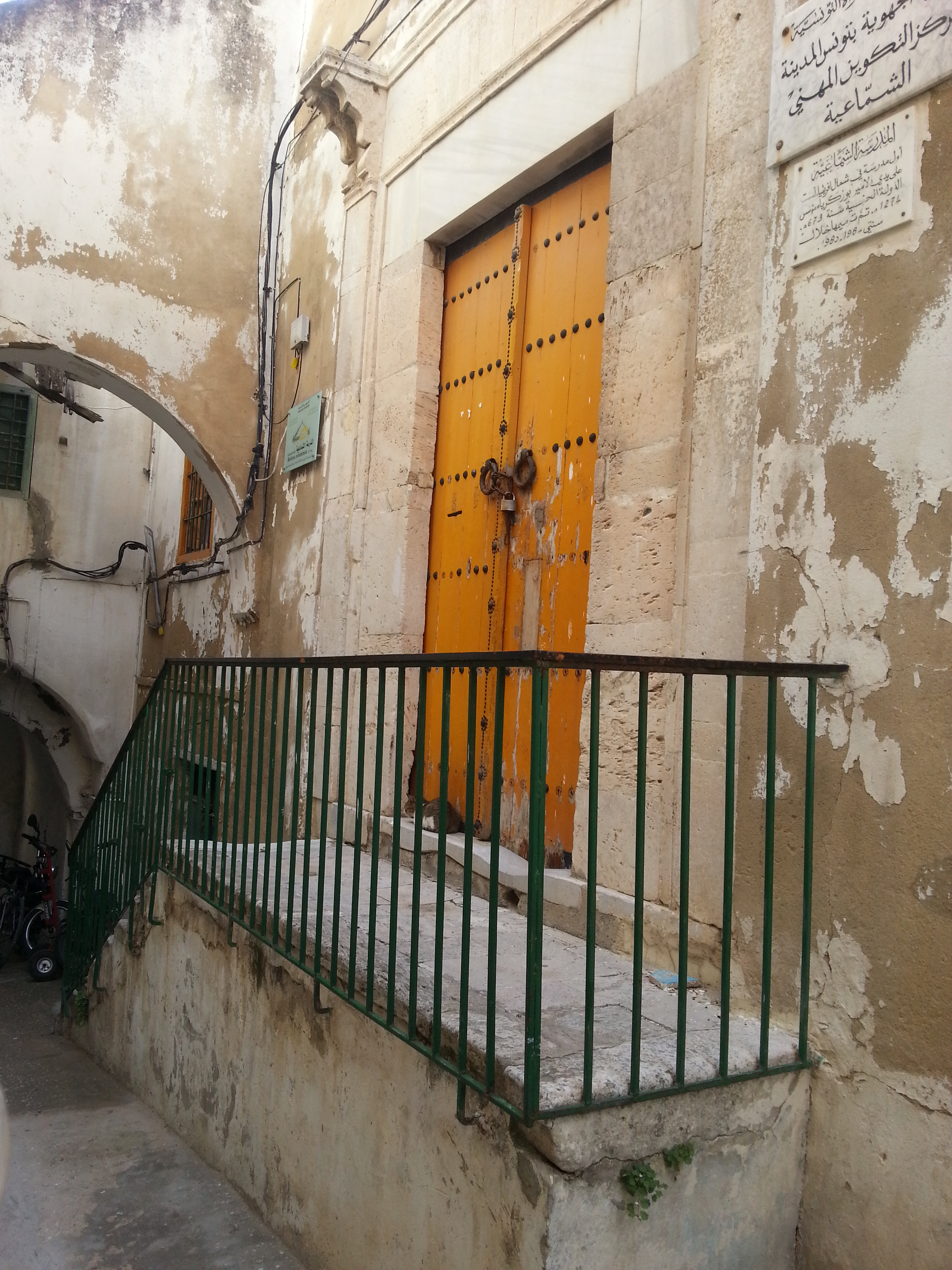
Porte d'entrée de la médersa Ech Chamaiya.

La Chamaiya se distingue par la simplicité de son style architectural, distinctive des monuments du début de l'ère hafside et reflet du style de vie sobre de son fondateur : sols et murs revêtus de calcaire ocre (kadhal) et façades symétriques ornés de niches polylobées et d'arcatures au-dessus des portes centrales.
L'accès au monument se fait par un escalier en pierre. Le vestibule d'entrée, en chicane, aboutit à la cour qui est entourée de portiques sur les quatre côtés. Chaque portique comporte trois arcs en fer à cheval reposant sur des colonnes à chapiteaux hafsides. Au niveau des galeries nord-est et sud-ouest s'ouvrent deux iwans flanqués de cellules. Par ce dispositif, l'édifice se rattache au modèle des médersas orientales. À gauche de l'entrée, un escalier monte à l'étage dont la conception diffère de celle du rez-de-chaussée : il comporte une galerie à piliers carrés et à balustrade qui distribue 19 chambres et une salle de prière assez spacieuse.
L'édifice est de forme presque carrée et sa superficie est estimée à 310 m2. La légère inclinaison de l'un de ses angles est due à l'inclinaison du souk El Blaghgia voisin ; elle est en effet séparée du souk par une voute horizontale située au début de l'impasse[réf. souhaitée]. La Chamaiya se distingue des autres médersas par les deux mosquées situées chacune à un étage au lieu d'une seule comme c'est le cas dans les autres médersas[réf. souhaitée]. Le vestibule (skifa) incliné mène vers un patio rectangulaire entouré d'arcs en fer à cheval portés par des colonnes dont les chapiteaux sont de style hafside, à l'exception du chapiteau située dans le coin nord-est qui est en marbre blanc, comme c'est le cas pour les colonnes, et qui représente une preuve du travail de restauration ordonné par Khodja[réf. souhaitée]. Autour du patio se situent seize chambres reparties des quatre côtés.
La porte de la mosquée située au rez-de-chaussée se distingue de celles des autres chambres par sa taille imposante ; elle est décorée de clous symétriques d'influence andalouse. De part et d'autre de la porte se situent deux arcs d'influence marocaine formés de neuf blocs de pierre. La taille de la mosquée est relativement petite et la niche de prière a été restaurée par Khodja. L'arc de la niche se distingue par le chevauchement de blocs de pierres noirs et blancs, style architectural introduit en Tunisie au XVIe siècle. Quant à la mosquée située à l'étage supérieur, plus grande que celle située au rez-de chaussée, elle est de forme rectangulaire. L'ajout de cette dernière s'explique par le fait que le nombre d'étudiants qui étudiaient à la Chamaiya était supérieur à celui des résidents de cette médersa et qu'une seule mosquée était insuffisante.
La médersa est restaurée au début des années 1990 et transformée en centre de formation des métiers traditionnels du cuir et de la chaussure.